# ФК Јединство ГВД
ФК Јединство ГВД је фудбалски клуб из Грејача у општини Алексинац, Србија и тренутно се такмичи у Нишавској окружној лиги у фудбалу, петом такмичарском нивоу српског фудбала. Боја опреме је жуто-црна.

## Историја
Клуб је основан 2013. године.